# Lauren Schmidt Hissrich
Lauren Schmidt Hissrich es una guionista y productora de cine nacida en Ohio (Estados Unidos). Es mayormente conocida por participar como guionista y productora en las series de Netflix, Daredevil y The Defenders. Actualmente trabaja como guionista de la serie original de Netflix, The Witcher.

## Vida y carrera
Nació en Ohio y se graduó de la Universidad de Wittenberg en Springfield, Ohio, en 2000 con un BA en literatura inglesa y escritura creativa.
Ha escrito guiones para la serie de televisión The West Wing and Justice, así como programas escritos y producidos como Parenthood, Do No Harm, Private Practice, Daredevil y The Defenders. En diciembre de 2017 fue anunciada como la productora de The Witcher, una serie original de Netflix basada en principio en la serie de libros de Andrzej Sapkowski.
Vive en Los Ángeles con su esposo Michael Hissrich (también productor de televisión) y dos hijos, Harry y Ben.